# Port lotniczy Linz
Port lotniczy Linz (niem. Flughafen Linz, IATA: LNZ, ICAO: LOWL) – port lotniczy położony w Hörsching, 12 km na południowy zachód od Linzu. Jest jednym z największych portów lotniczych Austrii. W 2006 obsłużył 762 000 pasażerów.

## Linie lotnicze i połączenia
| Linia lotnicza       | Kierunek                                                    |
| -------------------- | ----------------------------------------------------------- |
| Austrian Airlines    | 1. Frankfurt                                                |
| Avanti Air           | Sezonowe czartery: 1. Kefalonia                             |
| Corendon Airlines    | Sezonowo: 1. Antalya 2. Heraklion 3. Hurghada               |
| Croatia Airlines     | Sezonowe czartery: 1. Brač                                  |
| European Air Charter | 1. Burgas 2. Heraklion 3. Hurghada 4. Kos 5. Rodos          |
| Eurowings            | Sezonowo: 1. Palma de Mallorca                              |
| FlyEgypt             | Sezonowe czartery: 1. Hurghada                              |
| Mavi Gök Airlines    | Sezonowe czartery: 1. Antalya                               |
| Ryanair              | 1. Alicante (od 1 kwietnia 2025) 2. Bari (od 31 marca 2025) |